# Albert Ricot
 (septembre 2016).
Albert Augustin Ricot (6 mai 1826 à Paris - 23 février 1902 à Dampierre-lès-Conflans) est un maître de forges et homme politique français.

## Biographie
Fils de Jean Ricot, armateur à Saint-Valéry-sur-Somme puis inspecteur des haras, et petit-fils d'Antoine-Augustin Renouard, il entre à l'École polytechnique en 1844 et en sort dans les ponts et chaussées.
Donnant sa démission en 1864 pour s'établir maître de forges à Varigney, il crée la société des usines de Varigney et devient président de la Société des houillères de Ronchamp.
Il est marié à Nelly Patret, la fille du maître de forges Jérôme Patret et de Noémie Lormont-Brocard.
Membre du Conseil général de la Haute-Saône pour le canton de Vauvillers depuis 1863, réélu le 8 octobre 1871 et vice-président depuis cette époque, il s'était présenté sans succès à la députation, comme candidat indépendant, le 24 mai 1869, dans la 2e circonscription de la Haute-Saône. 
Le 8 février 1871, il fut élu représentant de la Haute-Saône à l'Assemblée nationale et prit place au centre droit. Réélu, le 20 février 1876, comme candidat constitutionnel, député de la 2e circonscription de Lure, il reprit sa place au centre droit et soutint le ministère de Broglie contre les 363. 
Son mandat lui fut renouvelé, le 14 octobre 1877, mais cette élection ayant été invalidée par la nouvelle Chambre, Ricot échoua, le 27 janvier 1878.